# برتونيلة عصوية الشكل
برتونيلة عصوية الشكل (الاسم العلمي:Bartonella bacilliformis) هي نوع من البكتيريا تتبع جنس البرتونيلة من فصيلة البارتونيلات.